# (Ó)eðli
(Ó)eðli (engelsk titel (Un)natural) er en islandsk dogmefilm, skrevet, instrueret og produceret af Haukur M. Hrafnsson og handler om en ung mand i Reykjavík, som i sit narkotikamisbrug hævner sig på eks-kæreste og venner ved at ydmyge og såre dem.

## Eksterne Henvisninger
- (Ó)eðli på Internet Movie Database (engelsk)
- (Ó)eðli på The Movie Database (engelsk)

| Film | Spire Denne filmartikel er en spire som bør udbygges. Du er velkommen til at hjælpe Wikipedia ved at udvide den. |